# Heudorf (Glött)
Heudorf ist ein Gemeindeteil von Glött im schwäbischen Landkreis Dillingen an der Donau in Bayern. Der Weiler liegt eineinhalb Kilometer talaufwärts von Glött.

## Geschichte
Heudorf ist eine verhältnismäßig junge Siedlung, die um 1400 erstmals als „Hawedorf“ genannt wird. Der Ort ist vermutlich von Holzheim aus als Rodungssiedlung entstanden. Die Grundherrschaft war zersplittert, so besaßen die Herrschaft Glött und Haldenwang sowie das Katharinenkloster Augsburg und die Dominikanerinnen in Dillingen an der Donau Anteile.

### Schatzfund von Heudorf
Zeitweise überregionale Bekanntheit erlangte das Dorf durch einen Schatzfund im Februar 1951. Der Bauer Johann Wiedemann stieß mit seinen Arbeitern bei Rodungsarbeiten im eigenen Wald auf einen Hohlraum, als sie versuchten, den Wurzelstock eines Baumes zu entfernen. Zwischen zwei zerdrückten einfachen irdenen Schüsseln fanden sie schließlich einige in Leinwand eingepackte Silbermünzen. Insgesamt konnten 13 große, 14 mittlere und 516 kleine Münzen unterschiedlicher Herkunft und Alters aufgefunden werden. Da die jüngsten Münzen einen Prägestempel von 1631 (2 Zehnkreuzerstücke aus Chur in Graubünden) tragen und die Gegend um Heudorf im Frühjahr 1632 von schwedischen Truppen im Zuge des Dreißigjährigen Krieges besetzt wurde, ist davon auszugehen, dass der Geldschatz vermutlich im März / April 1632 infolge der Unsicherheiten jener Zeit vergraben wurde. Der nominale Gesamtwert des Fundes belief sich auf 1960 Kreuzer.

## Religionen

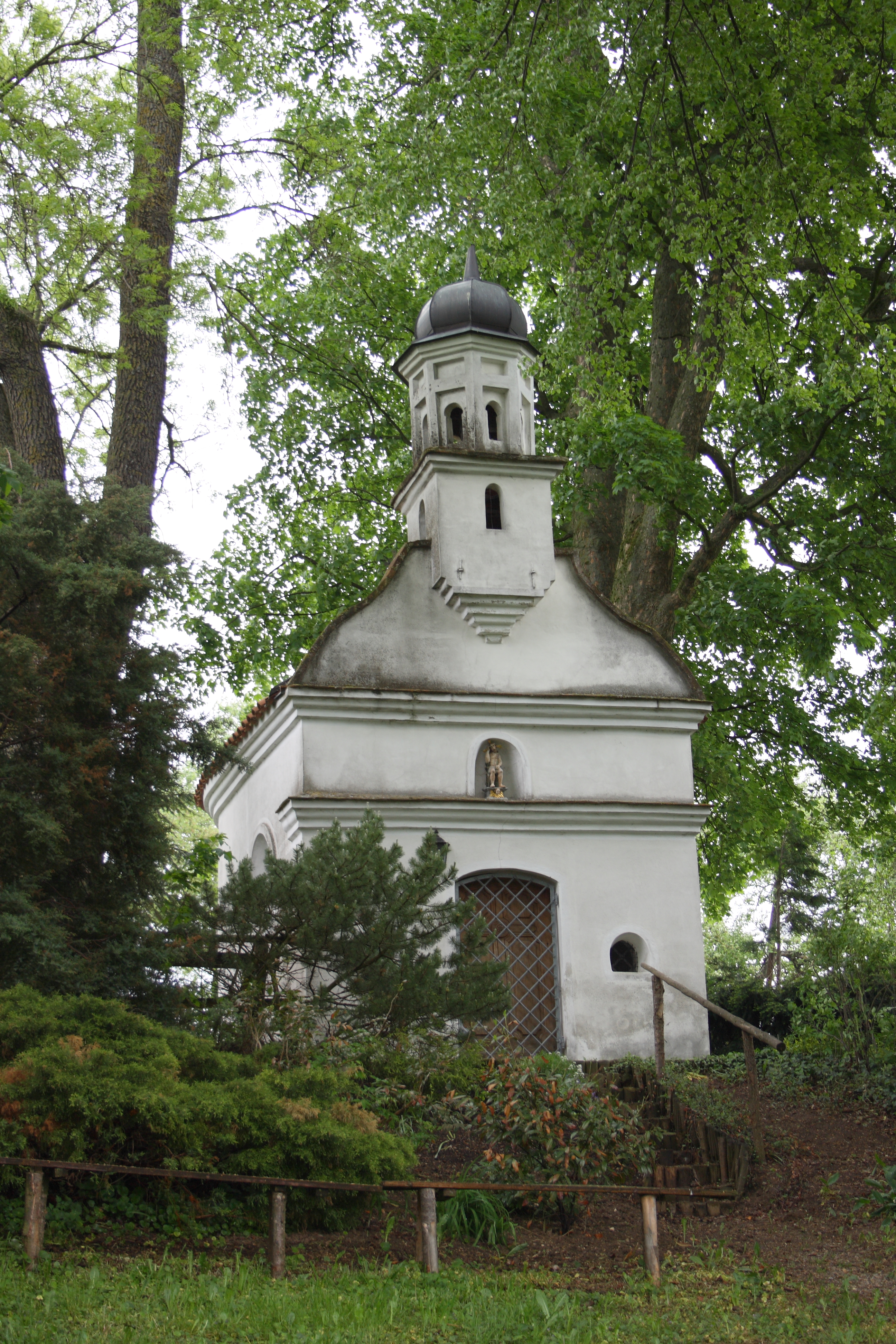
Kapelle St. Antonius

Heudorf wurde 1862 von der Pfarrei Holzheim abgetrennt und nach Glött umgepfarrt. Die heute in Privatbesitz befindliche Kapelle St. Antonius wurde 1868 errichtet.